# Хентке, Франциска
Франциска Хентке (нем. Franziska Hentke, род. 4 июня 1989, Вольфен, Саксония-Анхальт) — немецкая пловчиха, трёхкратная чемпионка Европы, призёр чемпионатов мира. Член сборной Германии по плаванию. Участница летних Олимпийских игр 2016 года.

## Карьера
В 2013 году Хентке стал чемпионкой Германии на короткой воде на дистанциях 100 метров с результатом 57,89 секунды и 200 м баттерфляем с результатом 2:06.11. В 2014 году она повторила успех на дистанции 200 метров проплыв её за 2:05.32. В большом бассейне она стала чемпионкой Германии 2014 года на дистанции 200 метров проплыв за 2:07,67 и на дистанции 400 метров (4:44,14). На начало 2015 года она уже владела 13-ю национальными титулами на короткой и длинной воде.
На чемпионате Европы на короткой воде в 2009 году в Стамбуле Хентке впервые поднялась на подиум на международном турнире, заняв третье место на дистанции 200 метров баттерфляем, проплыв за 2:04,68. В 2013 году она выиграла серебряную медаль на чемпионате Европы на короткой воде в Хернинге, в Дании, с рекордом Германии 2:03,47, уступив только испанке Мирее Бельмонте (2:01,53 минуты), которая выиграла чемпионат с рекордными показателями.
На открытом чемпионате Германии 2015 года, который проходил в Эссене, Франциска установила лучшее время в мире и рекорд Германии на дистанции 200 метров баттерфляем, проплыв за 2:05,26. Она улучшила шестилетний рекорд Анники Мельхорн на 1,19 секунды.
На чемпионате мира 2015 года в Казани она заняла четвёртое место на дистанции 200 метров баттерфляем и осталась без медалей. На чемпионате Европы на короткой воде в 2015 году в Нетании, Хентке выиграла свой первый международный титул, став чемпионкой Европы с рекордным для Германии результатом 2:03.01. Через два года на аналогичном чемпионате в Копенгагене Франциска повторила свой успех.
На чемпионате Европы в Лондоне в 2016 году Франциска Хентке также выиграла свой первый международный титул на дистанции 200 метров баттерфляем в обычном бассейне.
На летних Олимпийских играх 2016 года в Рио-де-Жанейро Франциска Хентке приняла участие в соревнованиях на дистанции 200 метров баттерфляем, где заняла итоговое 11-е место, не квалифицировавшись даже в финал.
Немецкая спортсменка выполнила норматив на дистанции 200 метров баттерфляем для участия в летних Олимпийских играх в Токио.